# Batophila fragariae
Batophila fragariae es un coleóptero de la familia Chrysomelidae. Fue descrita en 1992 por Wang.